# 稲垣平太郎
稲垣 平太郎（旧字体：稻垣 平󠄁太郞、いながき へいたろう、1888年7月4日 - 1976年4月23日）は、日本の実業家・政治家。位階は正三位。
参議院議員、商工大臣（第33代）、通商産業大臣（初代）を歴任した。

## 来歴・人物
岡山県岡山市生まれ。岡山中学、京華中学、第一高等学校中退を経て、1913年慶應義塾大学部理財科を卒業。三井物産に内定していたが、古河財閥当主・古河虎之助から直接入社依頼の電話があり、古河合名に入社する。第一次世界大戦後ドイツに派遣され、ジーメンス社との折衝の上、1923年日独合弁の富士電機が設立され、専務に就任した。以後時事新報常務（1932年）、横浜ゴム専務（1942年）を経て、1945年横浜ゴム社長に就任する（1947年より会長）。
1947年、第1回参議院議員通常選挙に民主党公認で全国区から立候補し当選。党総務会長を歴任する。1949年、民主自由党からの連立政権の呼びかけについて党内が分裂すると、稲垣は犬養健・保利茂・小坂善太郎らとともに「連立派」を形成し、同年第3次吉田内閣において商工大臣（間もなく通商産業大臣と改称）として入閣する。改進党には参加せず、1953年第3回参議院議員通常選挙では、全国区から無所属で立候補し、落選。
落選後は財界活動に専念し、日本貿易会会長、ニッポン放送会長、日本ゼオン会長、中央政策研究所理事長などを務めた。なお、その間、1962年の第6回参議院議員通常選挙に岡山県選挙区から自由民主党公認で立候補し落選している。
1961年秋の褒章で産業団体要職に就いて貿易振興や商工業の発展に寄与したとして藍綬褒章受章、1964年11月の秋の叙勲で勲二等に叙され、旭日重光章受章、1971年4月の春の叙勲で勲一等に叙され、瑞宝章を受章する。
横浜ゴム会長時代は政治資金を工面するため、海外展開に遅れブリヂストンに引き離される要因となったといわれている。
1976年4月23日、死去した。87歳没。同年5月11日、特旨を以て位記を追賜され、死没日付をもって正三位に叙された。墓所は青山霊園。